# Глазовка (Приморский край)
В Приморье в Лазовском районе есть село Глазковка.
Гла́зовка — село в Лесозаводском городском округе Приморского края.

## География
Село Глазовка стоит на правом берегу реки Уссури.
Село Глазовка расположено на автотрассе «Уссури», расстояние до Лесозаводска (через Курское) около 28 км, расстояние до посёлка Горные Ключи Кировского района (на юг по автодороге «Уссури») около 8 км.
В полукилометре южнее села Глазовка на восток от автотрассы «Уссури» отходит дорога к Иннокентьевке, далее дорога идёт в Кировский и далее в Яковлевский район к селу Покровка.

## Население
| 1915 | 1926 | 2002 | 2007 | 2010 |
| ---- | ---- | ---- | ---- | ---- |
| 222  | ↗266 | ↗427 | ↘373 | →373 |

## Улицы
| - ул. Зелёная, - ул. Лесная, - пер. Лесной, | - ул. Маяковского, - ул. Молодёжная, - ул. Речная, | - ул. Спортивная, - ул. Центральная, - пер. Школьный. |

## Экономика
Жители занимаются сельским хозяйством.

## Достопримечательности
В окрестностях села имеются источники минеральных вод.